# Polygonarea silvicola
Polygonarea silvicola är en mångfotingart som beskrevs av Lawrence 1955. Polygonarea silvicola ingår i släktet Polygonarea och familjen storjordkrypare. Inga underarter finns listade i Catalogue of Life.